# Tramway de Mayence
Le tramway de Mayence est le réseau de tramways de la ville de Mayence, en Allemagne.

## Historique

### Traction hippomobile (1883 à 1904)

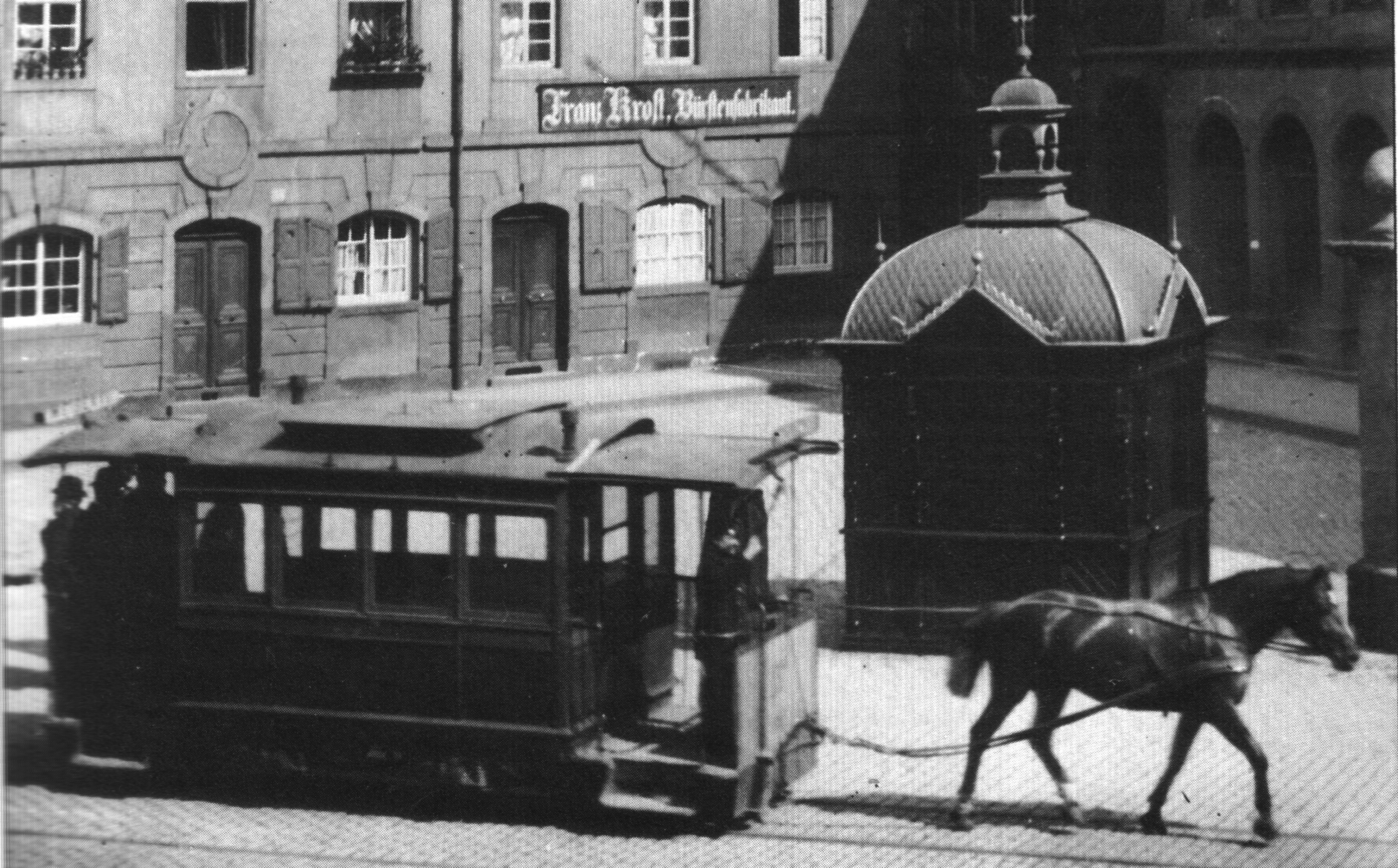
TRaction hippomobile a Leichhof

Au cours de l'expansion de la ville de Mayence et compte tenu du modèle de Wiesbaden de 1875, le désir d'un tramway public tiré par des chevaux s'est fait jour à Mayence. Cependant, ce projet a été retardé jusqu'en 1883 en raison de l'attitude négative de l'architecte de la ville Eduard Kreyßig, dont la planification et la construction ont été réalisées cette année par la société berlinoise Marcks & Balke ; le réseau a été ouvert le 26 septembre. L'opération a été réalisée en privé : d'abord par la Mainzer Straßenbahn AG, puis à partir de 1895 (avec la Dampfbahn) par la Süddeutsche Eisenbahn-Gesellschaft (SEG) basée à Darmstadt. Dans le cadre de l'électrification, la ville de Mayence a acquis le tramway.
Dès le début, le réseau ferroviaire a utilisé l'écartement d'un mètre, qui est toujours en service aujourd'hui. Au fil des ans, elle a été agrandie et partiellement démantelée (dans la zone de la Große Bleiche pour faire place au chemin de fer à vapeur).
La plupart du temps, il y avait trois lignes :
```
Weisenau
 ↔ Station Neutor ↔ Augustinerstraße ↔ Höfchen ↔ Bonifaziusplatz (aujourd'hui Hindenburgplatz) ↔ Boulevard ↔ Centralbahnhof

Gare centrale
 ↔ Höfchen ↔ Fischtor ↔ 
Pont routier
 ↔ Kastel
Bonifaziusplatz ↔ Zollhafen ↔ Abattoir (près de l'actuelle Bismarckplatz)
```

Lors de la traversée du pont du Rhin, un péage supplémentaire de cinq pfennigs était dû, qui a été ajouté au prix du billet.
Les chariots étaient tirés par un cheval et, selon l'itinéraire et la charge, par deux chevaux. Il y avait des voitures fermées avec banquettes latérales et allée centrale, qui offraient jusqu'à 14 places assises et 14 places debout, ainsi que des voitures ouvertes avec jusqu'à 40 places en rangées transversales sans allée centrale.
Comme il n'y avait toujours pas de circulation de travail des travailleurs, les trajets pouvaient avoir lieu dans un intervalle de 9 minutes entre environ 6 heures et 23 heures, le plus souvent même. De même, l'horaire du dimanche ne différait pas sensiblement de celui des jours ouvrables, si ce n'est que, le soir, la circulation des excursionnistes de retour était un peu plus dense et plus longue.

### Tramway à vapeur (1891 à 1923)

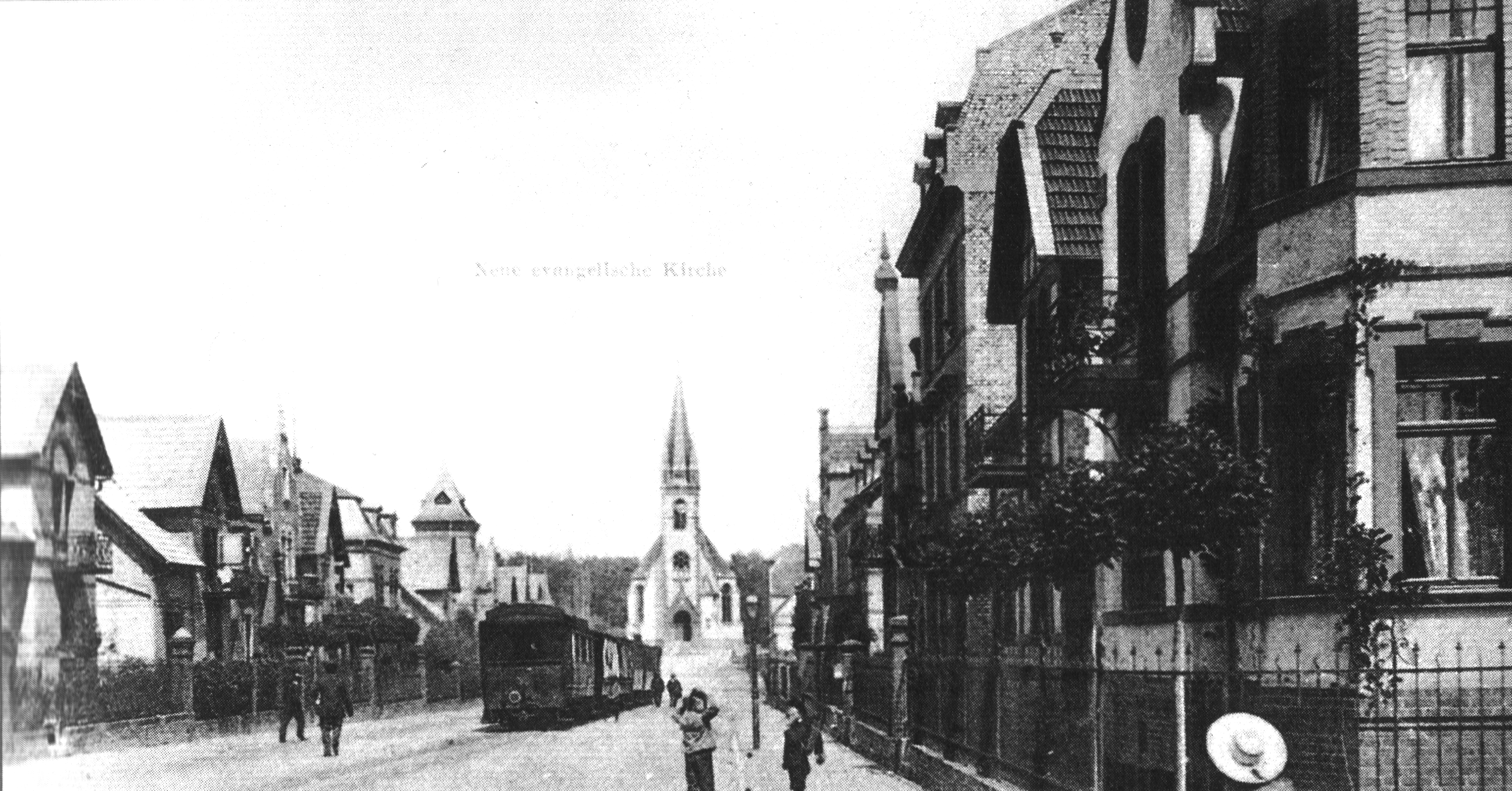
Tramway à vapeur à Gonsenheim (Kaiserstraße, aujourd'hui Breite Straße) 1903

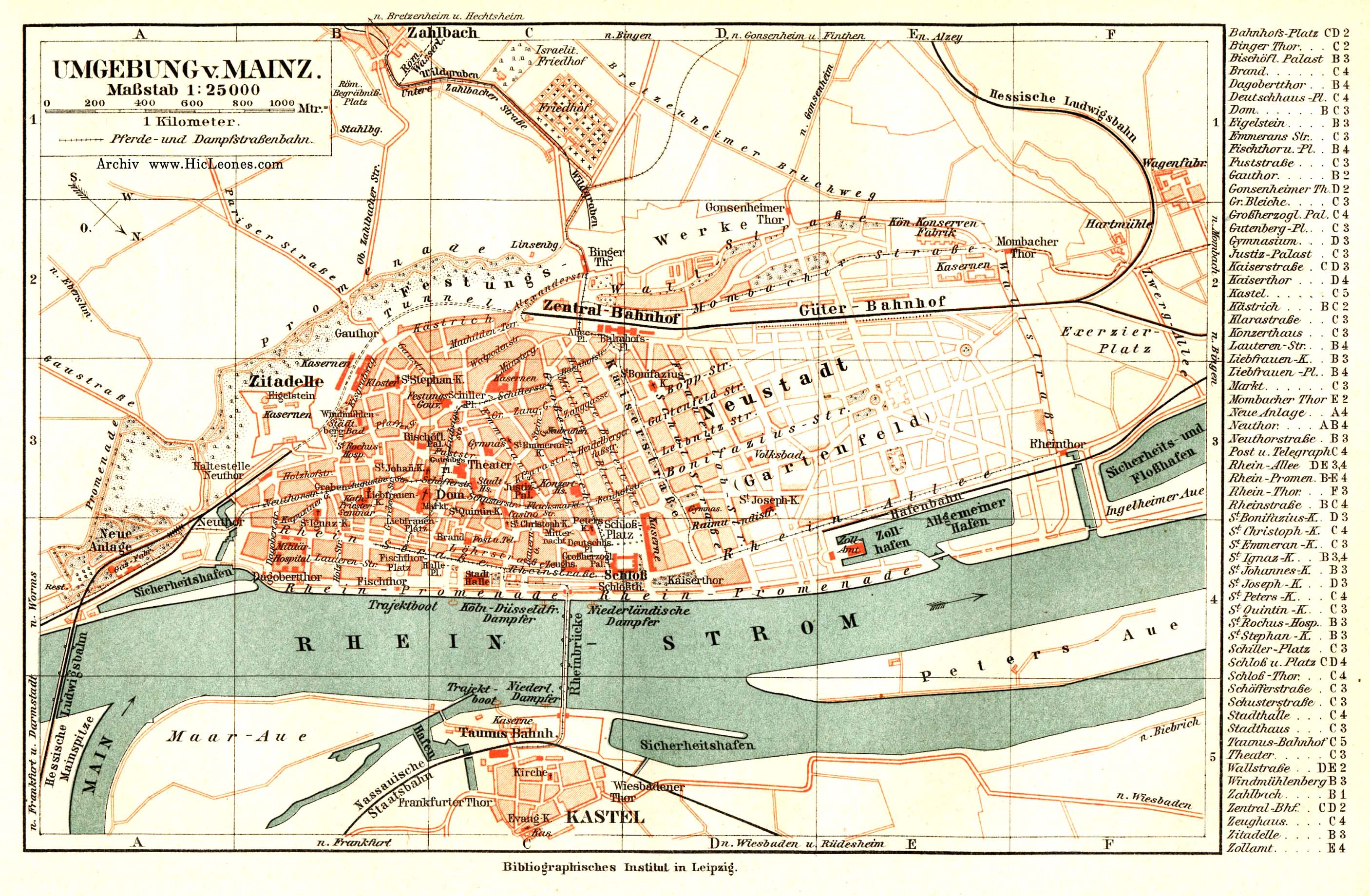
Trajet de tramway à vapeur sur un plan historique de la ville, 1898

L'intérêt des communes de Bretzenheim, Hechtsheim et Finthen, proches de la ville, pour une liaison locale de transport a conduit à la construction d'un tramway à vapeur, ouvert le 19 avril 1890, exploité par la SEG. Il y avait deux lignes (qui fonctionnaient en commun dans le centre-ville) :
```
   Fischtor ↔ Gare centrale ↔ Gare centrale ↔ Gare de Kirchhöfe (près de l'agence pour l'emploi actuelle) ↔ Zahlbach ↔ Lindenmühle ↔ Ligne secondaire vers Bretzenheim et retour ↔ via la Dampfbahnweg actuelle ↔ Jägerhaus ↔ Hechtsheim
   Fischtor ↔ Grand blanchisserie ↔ Gare centrale ↔ 
Kirchhöfe
 ↔ Finther Berg (dans le quartier résidentiel actuel de Münchfeld) ↔ Gonsenheim monument aux morts ↔ Gonsenheim Kaiserstraße (actuellement Breite Straße) ↔ Gonsenheim Leniaberg (actuellement Kapellenstraße) ↔ Finthen
```

Au sud-est de Gonsenheim, le tramway à vapeur a franchi la ligne ferroviaire Alzey-Mainz dans un passage souterrain qui existe encore aujourd'hui. Dans la section commune des deux lignes en face de la Grosse Bleiche, les voies étaient utilisées conjointement par le tramway à chevaux et le tramway à vapeur.
Les trains comptent normalement de trois à quatre wagons, parfois cinq ou six (tirés par deux locomotives). Il y avait des wagons de passagers ouverts et fermés ainsi que des wagons de marchandises. Les voitures de voyageurs pouvaient généralement accueillir jusqu'à 64 personnes par voiture dans des places assises et debout.
La plus grande partie de la ligne était à voie unique, de sorte qu'en semaine, les lignes pouvaient circuler entre dix et quinze paires de trains par jour au maximum. Le dimanche, il y avait moins de trains, mais il y avait des trains spéciaux pour Kerb à Bretzenheim ou Hechtsheim ou pour d'autres occasions spéciales. Le temps de trajet des itinéraires était d'environ 45 minutes.
Le train à vapeur était impopulaire auprès des Mayennais pendant son exploitation. Les riverains ont essayé de raccourcir ou de supprimer complètement le centre-ville en raison des nuisances, des obstacles à la circulation et des dangers qu'il représentait, mais cela ne s'est pas produit au début. Dès 1906, la SEG prévoyait d'électrifier le chemin de fer à vapeur et de le relier au réseau de Wiesbaden, mais les négociations avec la ville furent difficiles. La Première Guerre mondiale a retardé ces efforts.
Pendant la guerre, le chemin de fer à vapeur est aussi de plus en plus utilisé à des fins militaires. En raison d'un manque de personnel, la ligne a été raccourcie (la partie centre-ville vers la gare centrale n'était plus nécessaire). Après la fin de la guerre, le chemin de fer à vapeur a été transféré à la ville. Le matériel délabré et les hausses de prix au cours de la dévaluation de la monnaie ont entraîné une baisse du nombre de passagers et des opérations non rentables. Enfin, les tronçons de Finth et de Hechtsheim ont été électrifiés et raccordés au réseau de tramway électrique existant, et l'exploitation du train à vapeur a pris fin le 9 juin 1923.

### Électrification (1904)

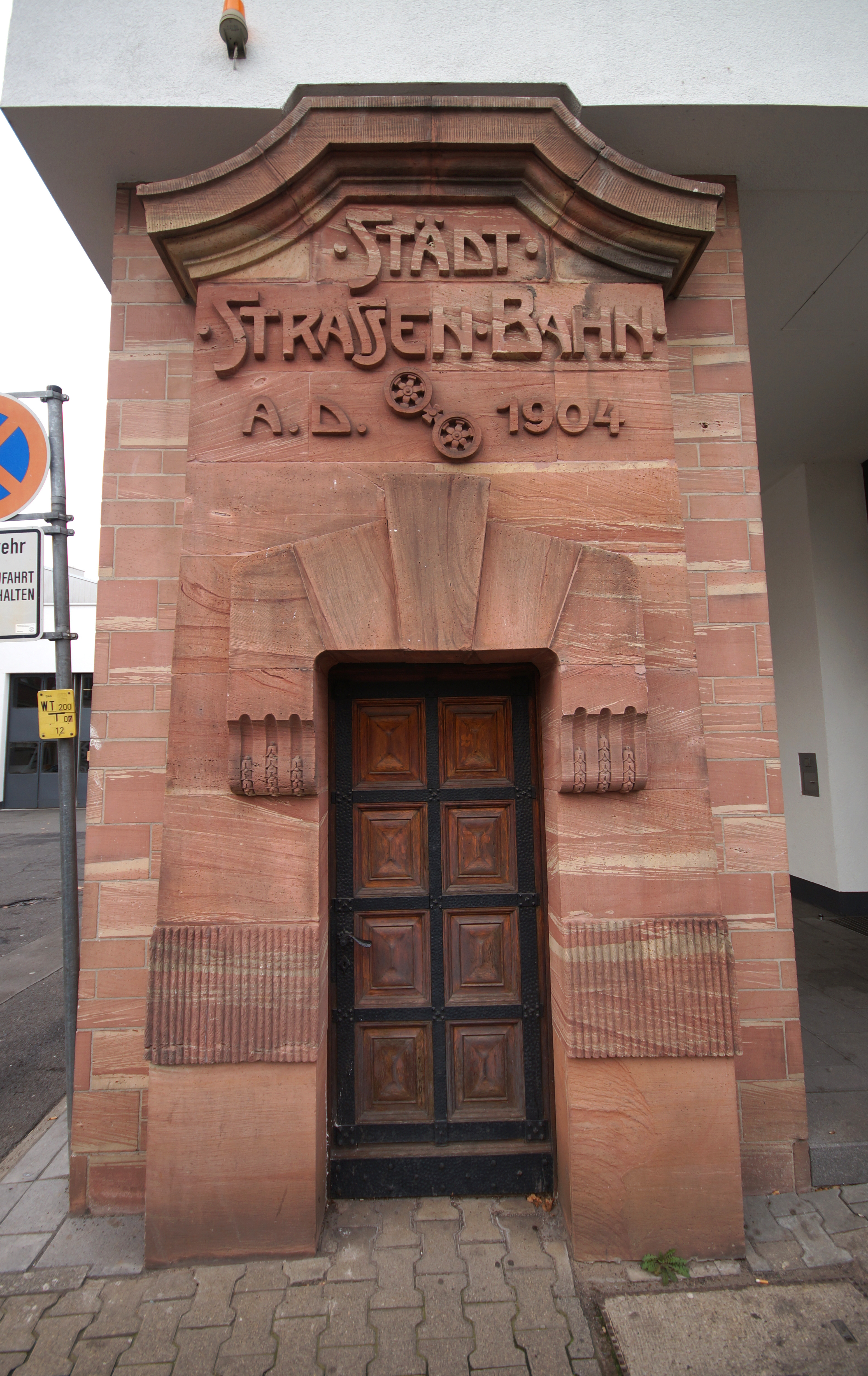
Monument en pierre à l'électrification de la ligne de chemin de fer "Städtische Straßenbahn" de Mayence à partir de 1904 sur le Kaiser-Karl-Ring à Mayence-Neustadt.

Le 15 juillet 1904, les premières voitures de la "Städtische Straßenbahn" traversent Mayence à l'électricité, remplaçant ainsi le tramway à chevaux en service depuis 1883. La première ligne allait de Gutenbergplatz à Mombach en passant par Schillerplatz - Hauptbahnhof - Kaiserstraße - Boppstraße et Bismarckplatz. Le "Ringbahn" a été ajouté le 1er septembre et a fait le tour du centre-ville depuis la gare centrale en passant par Kaisertor - Fischtor - Höfchen et Schillerplatz. Le même jour, les voitures Mombacher ont roulé sur la Neubrunnenstraße jusqu'à la Neubrunnenplatz. D'autres itinéraires se succèdent rapidement : du bureau du tramway à Kaisertor et de la Hindenburgplatz à Höfchen en passant par la Bauhofstrasse et la Schusterstrasse (à partir du 20 octobre), puis à Neutor (à partir du 1er décembre) et enfin à Weisenau (à partir du 21 décembre). Le 1er janvier 1905, les premiers wagons atteignent la gare de Kastel et déplacent les derniers tramways hippomobiles. Ainsi, la première étape de l'extension a été achevée et 40 wagons ont assuré le service sur les trois lignes.

### Prolongement de route (1906)
En 1906, la ligne de tramway Ingelheimer Aue a été ouverte et l'année suivante les lignes Kastel - Kostheim et Waggonfabrik - Gonsenheim ont été ouvertes. Le premier tramway électrique à travers la Große Bleiche a été mis en service en 1916 et après la fin de la Première Guerre mondiale, le tramway de Mayence a repris les trains à vapeur de la SEG en 1919. Dans les années 1920, le réseau a été considérablement étendu et transformé en réseau électrique par l'électrification des lignes ferroviaires à vapeur Gonsenheim - Finthen et Münsterplatz - Alicenplatz - Bretzenheim. En 1923, la ligne Schillerplatz - Gaustraße - Hechtsheim fut inaugurée, partageant l'ancienne ligne de chemin de fer à vapeur du Jägerhaus. Un an plus tard, la ligne menant à l'hôpital municipal a été ouverte, mais après trois ans d'exploitation, elle a été de nouveau fermée en 1927. La même année, le réseau de tramway de Mayence a atteint son extension maximale de 38,4 km avec la mise en service de la ligne jusqu'à Kostheim/Siedlung La ligne Boppstraßen a été fermée en 1931 et les lignes SEG 6 et 9 ont été reprises par Stadtwerke Mainz et Wiesbaden en 1943. Deux ans plus tard, peu avant la fin de la guerre, l'usine a été fermée du 27 février au 28 juillet en raison de la fin de la guerre, l'usine de la Grosse Bleiche et de la Hindenburgplatz via Bauhofstrasse et Schusterstrasse vers Höfchen étant finalement fermée.

### Après-guerre jusqu'à aujourd'hui

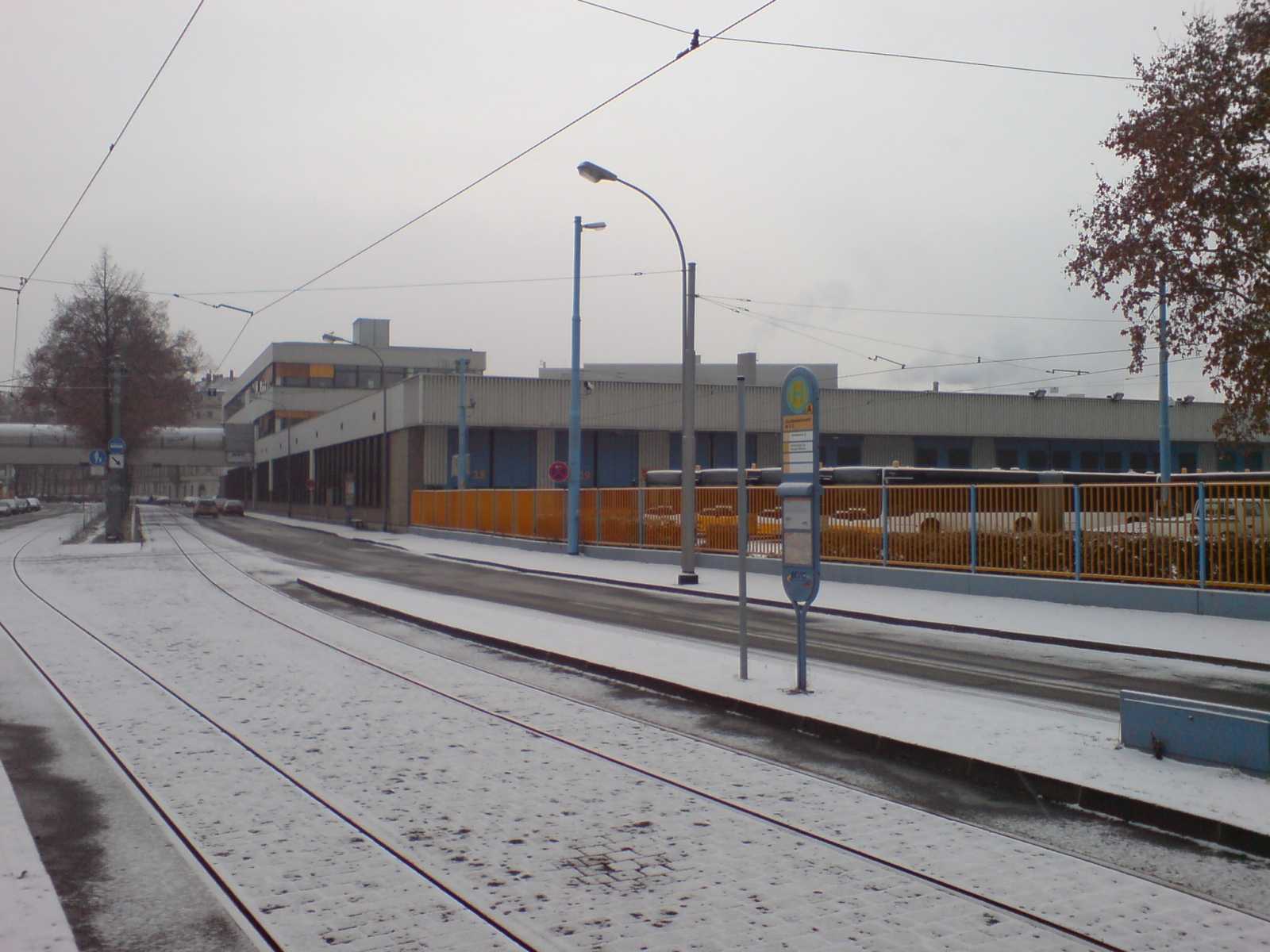
Dépôt de tramway à Kaiser-Karl-Ring.

En 1946, la nouvelle ligne vers l'université a été ouverte, après la restauration du pont du Rhin en 1950, il y avait à nouveau un trafic continu de tramway vers Kostheim, Wiesbaden et Wiesbaden-Schierstein. Les lignes 6 et 9 vers Wiesbaden et WI-Schierstein ont été converties en bus en 1955, et un an plus tard la ligne universitaire a également été remplacée par des bus. Deux ans plus tard, les derniers tramways traversaient le pont du Rhin jusqu'à Kostheim.
En 1963, les lignes Schillerplatz - Höfchen - Weisenau, Waggonfabrik - Mombach, Kaiserstraße et entre Höfchen et Liebfrauenplatz furent fermées. Deux ans plus tard, lorsque le bureau du tramway fut fermé, le tramway atteignit son point le plus bas dans l'histoire de Mayence via Kaisertor jusqu'à Liebfrauenplatz.
Plusieurs modifications du réseau ont suivi avec l'ouverture de la ligne Gemarkungsgrenze - Finthen/Römerquelle en 1977, la ligne Jägerhaus - Hechtsheim/Dornsheimer Weg en 1989 et l'ouverture de la ligne Hechtsheim/Dornsheimer Weg - Bürgerhaus en 1997 avec fermeture simultanée de la ligne Straßenbahnamt - Ingelheimer Aue. Dans le cadre de la reconstruction du parvis de la gare centrale de Mayence, une liaison ferroviaire a également été créée pour permettre le trafic de Bretzenheim à Hechtsheim. Avec le changement d'horaire suivant, l'itinéraire a été modifié en conséquence, de sorte que la section de la Bismarckplatz au bureau du tramway a également été utilisée à des fins opérationnelles seulement ; le paradoxe était que le bureau du tramway et le dépôt associé n'étaient plus accessibles aux passagers par tram. Depuis le 16 octobre 2017, l'arrêt de tram "Straßenbahnamt" est à nouveau desservi par la ligne 59. En 2000, les autres lignes de tramway de Mayence ont reçu de nouveaux numéros : 8 sont devenus 52, 10 et 11 sont devenus 50 et 51.
En 2007, une nouvelle ligne à double voie a été ouverte entre la limite du district et Finthen, Poststrasse. Le goulet d'étranglement de la Gaustraße a également été éliminé par un double élargissement de la voie.

## Réseau actuel

(2023) en

### Aperçu général
Le réseau compte cinq lignes.
| Line | Route |
| ---- | --- |
| 50   | Hechtsheim/Bürgerhaus ↔ Hechtsheim/Mühldreieck ↔ Hechtsheim/Jägerhaus ↔ Mainz/Pariser Tor ↔ Mainz/Hauptbahnhof ↔ Mombach/Turmstraße (Haltepunkt Waggonfabrik) ↔ Gonsenheim/Kapellenstraße ↔ Finthen/Gemarkungsgrenze ↔ Finthen/Römerquelle |
| 51   | Finthen;↔ Mainz/Hauptbahnhof ↔ Hauptbahnhof West;↔ Universität;↔ Lerchenberg;↔ (launched: 2016) |
| 52   | Hechtsheim/Am Schinnergraben ↔ Hechtsheim/Jägerhaus ↔ Mainz/Pariser Tor ↔ Mainz/Hauptbahnhof ↔ Mainz/Zahlbach ↔ Bretzenheim/Bahnstraße |
| 53   | Hechtsheim/Bürgerhaus ↔ Hechtsheim/Mühldreieck ↔ Hechtsheim/Jägerhaus ↔ Mainz/Pariser Tor ↔ Mainz/Hauptbahnhof ↔ Universität ↔ Lerchenberg '                                                                                               |
| 59   | Zollhafen ↔ Bismarckplatz ↔ Mainz Hauptbahnhof ↔ Hauptbahnhof West ↔ Universität (launched: 2017) |